# Mauro da Silva
Mauro Vinicius da Silva (ur. 26 grudnia 1986) – brazylijski lekkoatleta specjalizujący się w skoku w dal.
Podczas igrzysk olimpijskich w Pekinie (2008) odpadł w eliminacjach. Dwa lata później zdobył brązowy medal mistrzostw ibero-amerykańskich. W 2012 został halowym mistrzem świata oraz był finalistą igrzysk olimpijskich. Złoty medalista mistrzostw Ameryki Południowej oraz piąty zawodnik mistrzostw świata w 2013. W 2014 ponownie zdobył tytuł halowego mistrza świata. Brązowy medalista mistrzostw Ameryki Południowej (2015).
Okazjonalnie startuje także w biegach sprinterskich – w 2006 roku na młodzieżowych mistrzostwach Ameryki Południowej zajął piątą lokatę w biegu na 100 metrów.
Medalista mistrzostw Brazylii.
Rekordy życiowe: stadion – 8,31 (7 czerwca 2013, São Paulo); hala – 8,28 (9 marca 2012, Stambuł i 8 marca 2014, Stambuł). Rezultaty z hali (8,28) są aktualnymi halowymi rekordami Brazylii.  

## Osiągnięcia
| Rok  | Impreza                         | Miejsce             | Lokata            | Wynik |
| ---- | ------------------------------- | ------------------- | ----------------- | ----- |
| 2008 | Igrzyska olimpijskie            | Pekin               | el. – 26. miejsce | 7,75  |
| 2010 | Mistrzostwa ibero-amerykańskie  | San Fernando        | 3. miejsce        | 7,60  |
| 2012 | Halowe mistrzostwa świata       | Stambuł             | 1. miejsce        | 8,23  |
| 2012 | Igrzyska olimpijskie            | Londyn              | 7. miejsce        | 8,01  |
| 2013 | Mistrzostwa Ameryki Południowej | Cartagena de Indias | 1. miejsce        | 8,24  |
| 2013 | Mistrzostwa świata              | Moskwa              | 5. miejsce        | 8,24  |
| 2014 | Halowe mistrzostwa świata       | Sopot               | 1. miejsce        | 8,28  |
| 2014 | Igrzyska Ameryki Południowej    | Santiago            | 3. miejsce        | 7,88  |
| 2014 | Mistrzostwa ibero-amerykańskie  | São Paulo           | 6. miejsce        | 7,56  |
| 2015 | Mistrzostwa Ameryki Południowej | Lima                | 3. miejsce        | 7,94  |
| 2016 | Mistrzostwa ibero-amerykańskie  | Rio de Janeiro      | 3. miejsce        | 7,71  |